# Mihrdat Ier de Mtskheta

Mihrdat Ier de Mtskheta, aussi appelé Mithridate (mort en 129), est un roi géorgien de Mtskheta, régnant de 113 à 129.

## Règne
Mihrdat Ier est le fils unique de Déroc et comme lui, ne règne que dans la partie nord du royaume d'Ibérie.
Dans son Histoire de la Géorgie, Marie-Félicité Brosset dit que, suivant la Chronique géorgienne du prince Vakhoushti Bagration, Mihrdat aurait épousé une princesse perse (parthe), ce qui attise la colère de son voisin, le royaume d'Armaz, qui a à sa tête Pharasman II. Alors, pour éviter une guerre civile en Géorgie, Mihrdat décide de tuer Pharasman lors d'un banquet, c'est-à-dire discrètement. Mais celui-ci ayant compris et dévoilé ce complot, Pharasman décide de déclarer la guerre à Mihrdat Ier, qui doit se réfugier en Perse, et le roi d'Armaz place sur le trône de Mtskheta son spaspet Pharnavaze, qui l'égale dans les travaux guerriers. Plusieurs années passent ainsi mais un jour, Mihrdat revient en Karthlie et, aidé des Perses, fait assassiner Pharasman II dont la famille se réfugie en Arménie. Mirhdat Ier retrouve son trône et s'allie avec les peuples du Caucase, en vue d'une guerre imminente. D'ailleurs, c'est ce qui se passe : les Romains envoient de nombreux hommes aux Arméniens qui envahissent à leur tour la Géorgie et font assassiner Mihrdat Ier. Le fils de Pharasman II, Rhadamiste Ier, recouvre son trône et c'est ainsi que les royaumes de Mtskheta et d'Armaz, qui sont divisés depuis 55, se réunifient pour former le royaume d'Ibérie.